# Evergestis politalis
Evergestis politalis — вид лускокрилих комах родини вогнівок-трав'янок (Crambidae).

## Поширення
Вид поширений в Європі, Північній Африці та Середній Азії. Трапляється на сухих луках, пустирях, ярах, балках.

## Опис
Розмах крил 20-28 мм. Голова і тіло мають насичений кавово-коричневий колір. Малюнок крил схожий до Evergestis marionalis, лише внутрішня коричнева поперечна лінія часто буває неповною.

## Спосіб життя
Личинки живляться листям очок гладеньких (Biscutella laevigata).